# Tariat

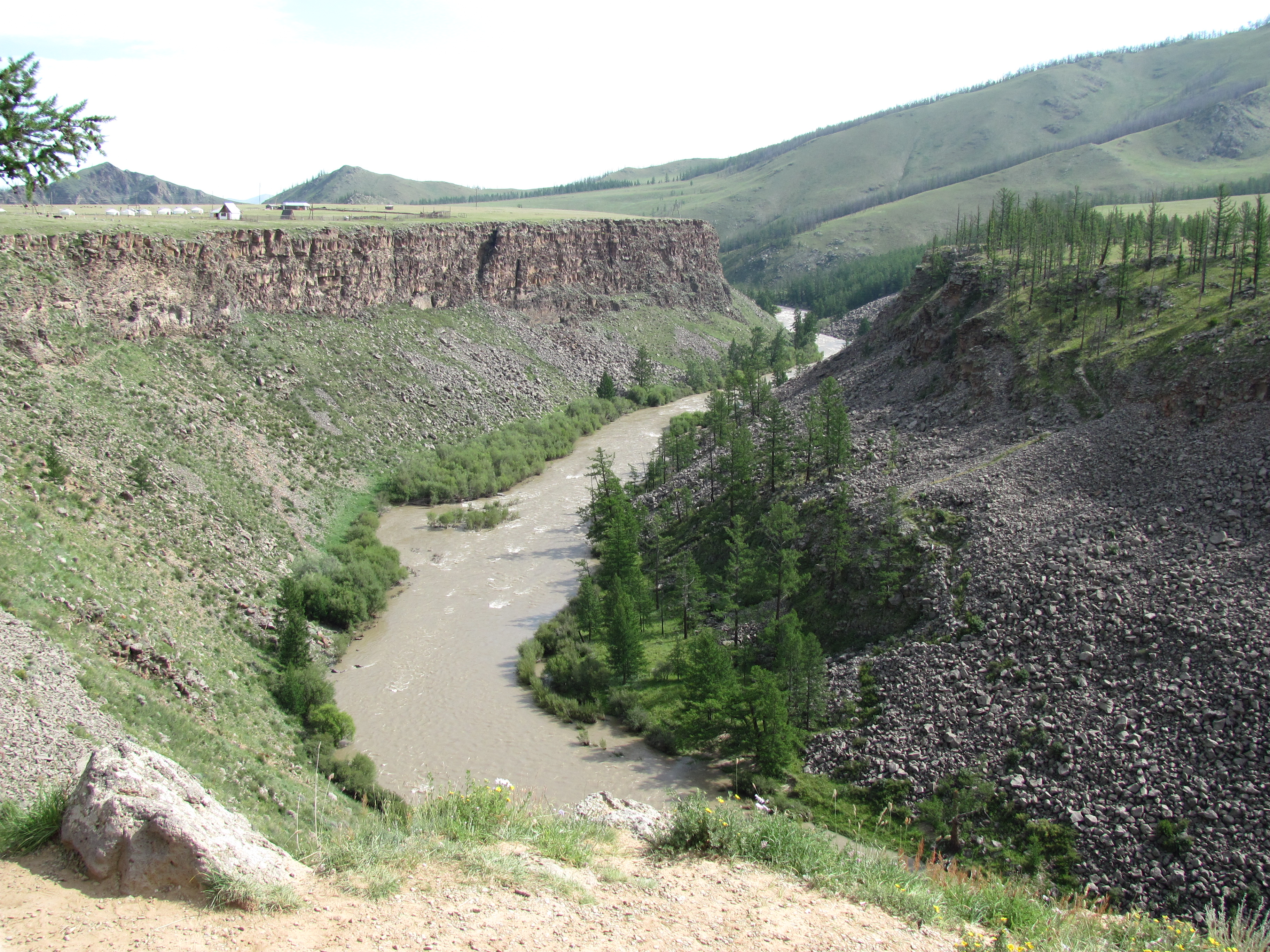
Schlucht der Tschuluut

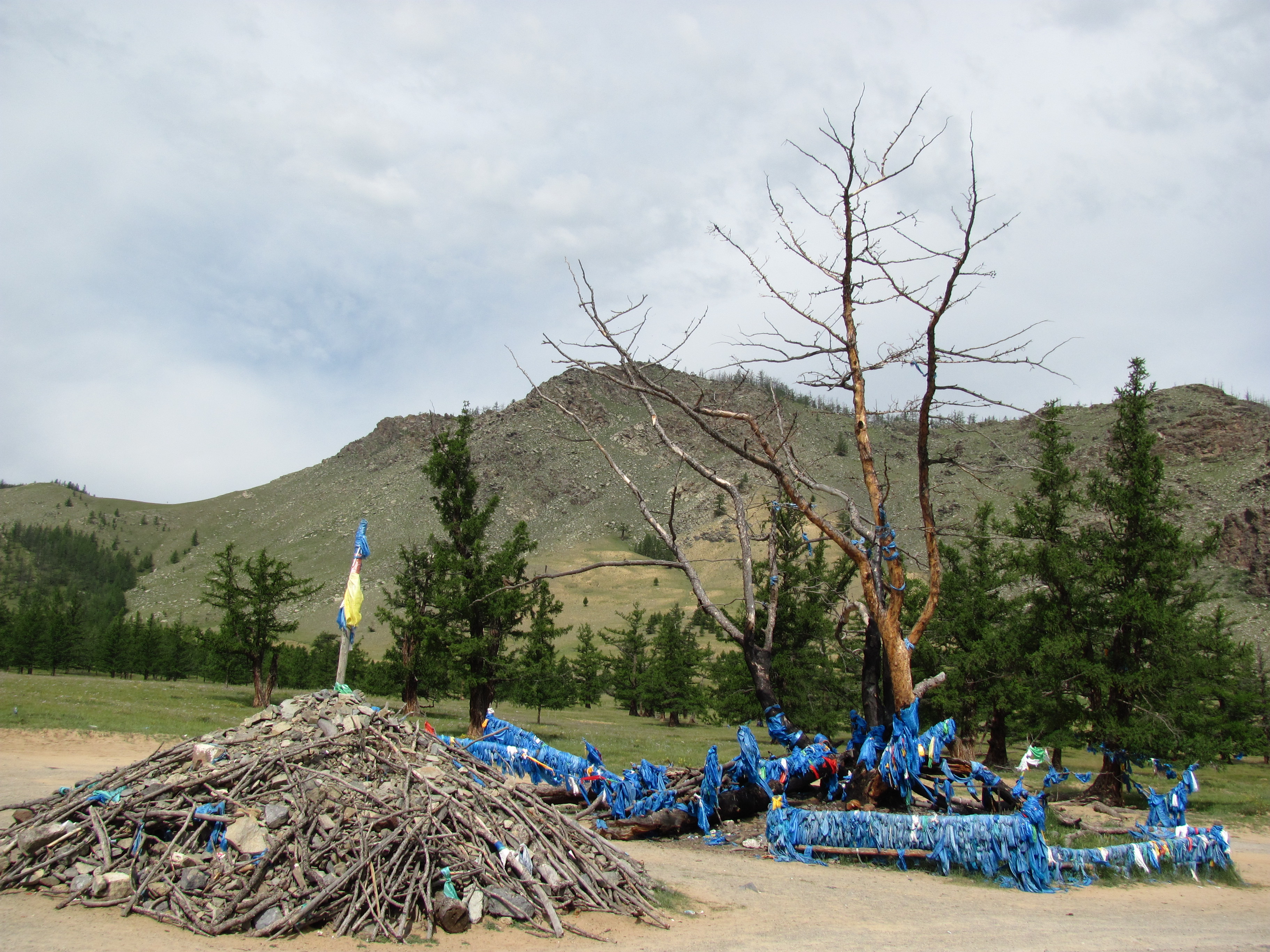
Hundertästige Lärche und Ovoo

Die Stadt Tariat (mongolisch Тариат) liegt in der Mitte der Mongolei in der Provinz (Aimag) Archangai. Sie ist Sitz der Verwaltung des gleichnamigen Landkreises (Sum). Der offizielle Name der Stadt, Chorgo (Хорго), ist vielen Mongolen nicht geläufig, da in der Mongolei der Name der Kreisstadt üblicherweise identisch mit dem Namen des Sum ist, von denen es in der Mongolei 330 gibt.

## Lage und Größe
Der Sum Tariat zählt 4.960 Einwohner (Stand: Ende 2020). 2009 betrug die Einwohnerzahl 5.086 (hauptsächlich Chalcha), von denen 644 in der Stadt Tariat lebten. Die Stadt liegt 195 km nordwestlich von Tsetserleg, der Hauptstadt des Aimags. Unweit der Stadt fließt die Tschuluut, mit einer Länge von 415 km der vierzehntlängste Fluss der Mongolei.

## Einrichtungen
Als Kreisstadt ist Tariat Sitz verschiedener Behörden und Schulen. Vier Tankstellen sowie Einkaufsmöglichkeiten zur Deckung des alltäglichen Bedarfs sind vorhanden.

## Umgebung
Unweit westlich von Tariat dehnt sich der von Touristen viel besuchte Nationalpark Chorgo Terchiin Tsagaan Nuur aus. Sehenswert ist ebenfalls die bis zu 50 m tiefe Schlucht des Flusses Tschuluut, die sich etwa 30 km östlich von Tariat befindet. Unweit davon erhebt sich eine seit langem als heilig verehrte Lärche, die 100 Äste haben soll und unter dem Namen Dsuun Salaa Mod bekannt ist. Im Frühjahr 2011 fiel sie einem Feuer zum Opfer. Neben der Lärche wurde ein auffallend großer Ovoo errichtet, eine Opferstätte aus aufgeschichteten Steinen, an der man weitere Steine oder Opfergaben niederlegt.